# Komm mit zur blauen Adria
Komm mit zur blauen Adria ist ein deutsch-spanischer Schlagerfilm von Lothar Gündisch aus dem Jahr 1966.

## Handlung
Bademodenfabrikant Hugo Becker ist empört: Seit längerem weilt der Modellzeichner Walter Thomas an der Adria, hat bisher jedoch nur Spesen eingebracht, jedoch keinen einzigen Entwurf abgeliefert. Beckers Prokurist Heribert Kindlein soll als Frau verkleidet ins Hotel einziehen und Walter überwachen. Walter hat an der Adria zu viel mit Frauenbekanntschaften zu tun, als dass er sich auf die Arbeit konzentrieren könnte. Er ist nicht nur mit der blonden Ingrid zusammen, sondern hat auch eine Beziehung zur Tochter des Hoteldirektors, Tina, begonnen. Da er nicht arbeitet, erhält er auch kein Gehalt, sodass er bald hohe Schulden im Hotel angehäuft hat. Ingrid versucht die Lage zu verbessern, indem sie abends in der Hotelbar singt. Aus Platzmangel wird Heribert in Frauenkleidern mit in Ingrids Zimmer einquartiert. In der ersten Nacht verabschiedet sich Heribert, will er doch lieber Walter observieren.
Hugo hat bald nicht nur berufliche Probleme, sondern auch private: Seine Tochter Renate hatte genug vom Internatsleben und ist geflohen. Hernandez di Castillo, ein Freund der Familie, den Renate stets nur Onkel genannt hat, macht sich auf, um Renate zu suchen. Er hat erkannt, dass aus dem Mädchen eine junge Frau geworden ist, und plant bereits die Heirat mit Renate. Die trifft auf ihrem Weg den Juristen Joachim, der sie vor einem zudringlichen Fahrer rettet und an die Adria fährt. Hier steigt Renate heimlich in das Ferienhaus Villa Paradiso ihrer Familie ein und schläft bald tief. Walter hat unterdessen mit seinen Affären so viel Unmut erregt, dass er aus dem Hotel geworfen wird. Tina besorgt ihm heimlich den Schlüssel zur Villa Paradiso, die eigentlich leer steht, und er geht dort ebenfalls zu Bett. Walter wurde heimlich von Heribert beobachtet, der wiederum von Ingrid und Tina verfolgt wird. Alle begeben sich nach und nach in die Villa und die Polizei wird misstrauisch. Alle werden verhaftet und befragt. Es kommt raus, dass Heribert ein Mann ist und als Prokurist Walter überwachen sollte. Ingrid ist empört, dass sie fast mit einem Mann die Nacht verbracht hätte. Renate wiederum kann sich als Hausmitbesitzerin ausweisen. Walter wird erst später zum Verhör geholt und glaubt, Renate sei ein armes Mädchen. Er behauptet nun, er sei mit ihr verlobt und sie gänzlich unschuldig. Er küsst sie und beide dürfen die Wache verlassen.
Eine Weile lässt Renate Walter in dem Glauben, dass sie nur ein armes Mädchen sei, bis es zu einer Schlägerei zwischen Walter und Hernandez di Castillo kommt, der Renate aufgespürt hat. Walter erfährt von ihm ihre wahre Identität und ist enttäuscht, glaubt er doch, Renate habe sich mit seiner Unwissenheit nur einen Spaß erlaubt. Walter wollte eine Modenschau auf die Beine stellen, auf der er seine unter dem Einfluss der Liebe zu Renate entstandenen Bikinientwürfe zeigen wollte. Nun will er lieber abreisen, entscheidet sich jedoch um: Renate hat begonnen, im Hotel zu arbeiten, um die Schäden, die bei der Schlägerei zwischen Walter und Hernandez entstanden sind, zu begleichen. Er hat ein schlechtes Gewissen, gerade jetzt abzureisen. Nun bereiten alle die Modenschau vor. Eifrig werden die Bikini-Entwürfe genäht, auch wenn die Freunde der Mannequins die Modenschau unbedingt verhindern wollen. Am Tag der großen Schau, auf der auch Hugo Becker anwesend sein wird, stehlen die Männer die Koffer mit den Bikinis. Zwar ahnen die Beteiligten, wer hinter dem Raub steckt, doch finden sich die Koffer nicht an. Kurzerhand beginnt Walter, die normalen Bikinis seiner Mannequins mit Farbe zu bemalen, um so die neuen Modelle darzustellen. Während die Mannequins so auf dem Laufsteg unterwegs sind, bringen andere die Koffer mit den Modellen, die sie mit List und Tücke wiederbeschaffen konnten. Die Modenschau wird ein großer Erfolg und Hugo will Walter einstellen. Der jedoch bittet nur darum, die Differenzen mit dem Hotel für ihn zu klären, und geht. Im Auto wartet jedoch bereits Renate auf ihn und es kommt zur Versöhnung und anschließend zur Verlobung. Hernandez di Castillo hat in Tina eine neue Verlobte gefunden und auch Hugo verlobt sich mit seiner langjährigen rechten Hand Fräulein Habicht.

## Produktion
Komm mit zur blauen Adria wurde in Spanien gedreht. Drehorte waren die Costa del Sol mit den Orten Estepona, Marbella, Torremolinos (am Strand in La Carihuela) und Torreblanca in der Provinz Málaga. Dabei wurde unter anderem an und in den Hotels Riviera und Triton gedreht. Die Filmbauten schuf Johannes Ott, die Kostüme stammen von Bruni Strack. Der Film kam am 21. Januar 1966 in die Kinos.
Im Film sind zahlreiche Schlager zu hören:
- Hannelore Auer: Sag nicht vor allen Leuten "Baby" zu mir
- Hannelore Auer: Einmal wird die Sonne wieder scheinen
- Dietmar Schönherr: Don Juan
- Manfred Schnelldorfer: Und dann komm zu mir
- Maria Brockerhoff: Lass doch die andern Mädchen stehn
- Vivi Bach: Oh, Mister Brown
- Roy Etzel: Golden Midnight Sun

## Kritik
Der film-dienst nannte Komm mit zur blauen Adria eine „alberne Verwechslungskomödie“. Der Evangelische Film-Beobachter zog folgendes Fazit: „Vorwiegend traurig stimmendes Lustspiel der bekannten deutschen Güteklasse. Hauptmerkmal ist das Fehlen jeder künstlerischen Ambition.“